# Réserve naturelle de Karlsøyvær
La réserve naturelle de Karlsøyvær est une réserve naturelle norvégienne située dans la commune de Bodø, Nordland. La réserve naturelle comprend une partie maritime et quelques îles à l'ouest de Kjerringøy. Elle a, depuis 2002, le statut de site ramsar, en raison de son importance pour les oiseaux migrateurs.
La réserve a été créée en 1977 pour protéger une zone côtière avec une importante valeur de conservation à la fois botanique et ornithologique. 
Au sein de la réserve la préservation est importante, à la fois pour les oiseaux de mer, et la flore des plages. La région est une importante zone de nidification pour les oiseaux de mer, bien que les espèces y soient ordinaires. La zone est importante pour le Pygargue à queue blanche. Sur une superficie totale de 49,3 km2, 42,7 km2 sont une zone maritime, le reste sont des îles et des ilots. Il y a quelques maisons au nord de Karlsøya qui sont maintenant des maisons de vacances.
L'espace de protection animal de Karlsøyvær a été créé en même temps que la réserve naturelle en 1977. Cet espace est une ceinture de 2 km de large tout autour de la réserve et qui sert de zone tampon.  La surface de l'espace de protection est de 72,8 km2.